# Напад на 13-й відділок (фільм, 1976)
«Напад на 13-й відділок», (англ. Assault on Precinct 13) — американський фільм Джона Карпентера 1976 року у жанрі трилер. За сюжетом нагадує знаменитий вестерн Говарда Хоукса «Ріо Браво» з Джоном Вейном у головній ролі.

## Сюжет
У перший же свій робочий день лейтенант поліції Бішоп отримує тимчасове призначення на стару дільницю номер 13, яка готується до закриття. Майже все майно вже вивезене, електропроводи і телефонні лінії обрізані. Але саме цей день члени «найвідмороженішої» банди Лос-Анджелеса вибрали для помсти за загибель шістьох своїх товаришів.
Бандити присягнулися на крові знищити всіх, хто знаходиться на дільниці — нечисленних поліцейських, секретарку і декількох засуджених злочинців, що випадково опинилися там. Щоб залишитися серед живих, повністю відрізаним від зовнішнього світу поліцейським і злочинцям доведеться об'єднати зусилля проти переважаючих сил противника …

## У ролях
- Остін Стокер — Ітан Бішоп
- Дарвін Джостон — Наполеон Вілсон
- Лорі Зіммер — Лей
- Мартін Вест — Лоусон
- Тоні Бертон — Веллс
- Чарльз Сайферс — Старкер
- Ненсі Кайс — Джулі
- Пітер Бруні — продавець морозива
- Джон Дж. Фокс — начальник в'язниці
- Марк Росс — патрульний Тремер
- Алан Косс — патрульний Бакстер
- Генрі Брендон — офіцер Чейні
- Кім Річардс — Кеті
- Френк Даблдей — білий ватажок
- Гілберт Де Ла Пена — мексиканець
- Пітер Френкленд — Коуделл
- Ел Накаучі — азіат
- Джеймс Джонсон — негр
- Гілмен Ренкін — водій автобуса
- Кліфф Баттуелло — перший вартовий
- Хорас Джонсон — другий вартовий
- Валентайн Віллареал — жорсткий мексиканець
- Кенні Міямото — жорсткий азіат
- Джеррі Вірамонтес — мексиканець у відлозі
- Лен Вайтакер — негр у відлозі
- Кріс Янг — член банди
- Ренді Мур — член банди
- Воррен Бредлі III — член банди
- Джо Ву молодший — член банди
- Вільям С. Тейлор — член банди
- Брент Кіст — диктор радіо
- Мейнард Сміт — комісар поліції
- Джон Карпентер — член банди (в титрах не вказаний)
- Джеймс Джетер — дільничний капітан (в титрах не вказаний)

## Саундтрек

### Треки
1. «Assault On Precinct 13 (Main Title)»
2. «Napoleon Wilson»
3. «Street Thunder»
4. «Precinct 9 — Division 13»
5. «Targets / Ice Cream Man On Edge»
6. «Wrong Flavour»
7. «Emergy Stop»
8. «Lawson's Revenge»
9. «Sanctuary»
10. «Second Wave»
11. «The Windows!»
12. «Julie»
13. «Well's Flight»
14. «To The Basement»
15. «Walking Out»
16. «Assault On Precinct 13»